# 中國歷代書籍並稱
以下列舉中國歷朝歷代被並稱的書籍。

## 思想作品
战国时有“六经”的说法，为《易》《詩》《書》《禮》《乐》《春秋》。
漢朝時，《乐》亡佚，以其余五书為「五經」，立於學官。
唐朝時，《春秋》分為「三傳」，即《左傳》、《公羊傳》、《穀梁傳》；《禮經》分為「三禮」，即《周禮》、《儀禮》、《禮記》。這六部書再加上《易》、《書》、《詩》，並稱為「九經」，也立於學官，用於開科取士。
唐文宗開成年間，在國子學刻石，內容除了「九經」之外，還加上了《論語》、《爾雅》、《孝經》，形成十二經。
南宋時《孟子》正式成為「經」，和《論語》、《爾雅》、《孝經》一起，加上原來的「九經」，構成「十三經」。
南宋著名理學家朱熹取《禮記》中的《中庸》《大學》兩篇文章單獨成書，與紀錄孔子言行的《論語》、紀錄孟軻言行的《孟子》合為「四書」，与五经合称四書五經。
明朝洪應明《菜根譚》、陳繼儒《小窗幽記》和清朝王永彬《圍爐夜話》一起並稱「處世三大奇書」。

## 歷史作品
三國時期以《史記》、《漢書》和東漢劉珍等寫的《東觀漢記》稱「三史」。
當西晉陳壽完成《三國志》、范曄的《後漢書》亦完成後，則把《漢書》和《史記》加上，修成為「前四史」
唐朝時，記載三國至隋朝十個王朝的史書：《三國志》、《晉書》、《宋書》、《南齊書》、《梁書》、《陳書》、《魏書》、《北齊書》、《周書》、《隋書》十部正史，合稱「十史」。據《舊唐書·經籍志上》，十史與《史記》、《漢書》、《後漢書》三史合稱「十三代史」。
到了宋代，在「十三史」的基礎上，加入《南史》、《北史》、《新唐書》、《新五代史》，形成了「十七史」。
明朝萬曆年間，國子監刊行的正史，在宋代的「十七史」之上，增加了《宋史》、《遼史》、《金史》、《元史》四部史書，合稱「二十一史」。
清朝乾隆初年，刊行《明史》，加先前各史，總名「二十二史」。後來又增加了《舊唐書》，成為「二十三史」。
從《永樂大典》中輯錄出來的《舊五代史》也被列入。乾隆四年（1739年），經乾隆帝欽定，合稱「二十四史」。
《清史稿》是中華民國北京政府所設清史館纂修的清史未定稿，體例依照之前的正史，分紀、志、表、傳四部分。因《元史》撰寫之內容實為缺漏，且用字離疏，故柯劭忞於民國六年（1917年）召編《新元史》，民國九年（1920年）脫稿，民國十年（1921年）大總統徐世昌下令將《新元史》列入「正史」，與「二十四史」合稱「二十五史」。但也有人不將《新元史》列入，而改將趙爾巽等編的《清史稿》列為二十五史之一。或者將兩書都列入正史，則稱為「二十六史」。

## 文學作品
明朝四齣著名戲劇《荊釵記》、《劉知遠》（又稱《白兔記》）、《拜月亭》、《殺狗記》之並稱四大傳奇。後世常加上《琵琶記》，是為五大傳奇。
明末著名文學家李漁稱馮夢龍曾定中國章回小說《水滸傳》、《三國演義》、《金瓶梅》、《西遊記》四部書為四大奇書。
人民文學出版社於1952年，出版《三國演義》、《西遊記》、《水滸傳》、《紅樓夢》，合為“四大名著”。 
清初金聖嘆以《莊子》、《離騷》、《史記》、 杜甫律詩、《水滸傳》、《西廂記》為“六才子書”。
《西廂記》、《牡丹亭》、《桃花扇》、《長生殿》這四劇因體現了古典戲曲傳奇的最高成就，故常以“四大名劇”合稱之。